# Делл (Арканзас)
Делл (англ. Dell) — город, расположенный в округе Миссисипи (штат Арканзас, США) с населением в 251 человек по статистическим данным переписи 2000 года.

## География
По данным Бюро переписи населения США Делл имеет общую площадь в 2,33 квадратных километров, водных ресурсов в черте населённого пункта не имеется.
Город Делл расположен на высоте 73 метра над уровнем моря.

## Демография
По данным переписи населения 2000 года в Делле проживал 251 человек, 73 семьи, насчитывалось 115 домашних хозяйств и 121 жилой дом. Средняя плотность населения составляла около 109,1 человек на один квадратный километр. Расовый состав Делла по данным переписи распределился следующим образом: 89,64 % белых, 1,20 % — чёрных или афроамериканцев, 0,40 % — азиатов, 0,80 % — представителей смешанных рас, 7,97 % — других народностей. Испаноговорящие составили 7,97 % от всех жителей города.
Из 115 домашних хозяйств в 18,3 % — воспитывали детей в возрасте до 18 лет, 48,7 % представляли собой совместно проживающие супружеские пары, в 12,2 % семей женщины проживали без мужей, 35,7 % не имели семей. 34,8 % от общего числа семей на момент переписи жили самостоятельно, при этом 19,1 % составили одинокие пожилые люди в возрасте 65 лет и старше. Средний размер домашнего хозяйства составил 2,18 человек, а средний размер семьи — 2,78 человек.
Население города по возрастному диапазону по данным переписи 2000 года распределилось следующим образом: 19,5 % — жители младше 18 лет, 10,8 % — между 18 и 24 годами, 23,1 % — от 25 до 44 лет, 23,1 % — от 45 до 64 лет и 23,5 % — в возрасте 65 лет и старше. Средний возраст жителей составил 43 года. На каждые 100 женщин в Делле приходилось 90,2 мужчин, при этом на каждые сто женщин 18 лет и старше приходилось 88,8 мужчин также старше 18 лет.
Средний доход на одно домашнее хозяйство в городе составил 26 607 долларов США, а средний доход на одну семью — 31 667 долларов. При этом мужчины имели средний доход в 26 250 долларов США в год против 21 250 долларов среднегодового дохода у женщин. Доход на душу населения в городе составил 15 762 доллара в год. 10,6 % от всего числа семей в населённом пункте и 12,1 % от всей численности населения находилось на момент переписи населения за чертой бедности, при этом 13,3 % из них были моложе 18 лет и 12,0 % — в возрасте 65 лет и старше.